# La Cina è vicina
La Cina è vicina é um filme de drama italiano de 1967 dirigido por Marco Bellocchio e escrito por ele e Elda Tattoli. 
Foi selecionado como represente da Itália à edição do Oscar 1968, organizada pela Academia de Artes e Ciências Cinematográficas.

## Elenco
- Glauco Mauri - Vittorio
- Elda Tattoli - Elena
- Paolo Graziosi - Carlo
- Daniela Surina - Giovanna
- Pierluigi Aprà - Camillo
- Alessandro Haber - Rospo
- Claudio Trionfi - Giacomo
- Laura De Marchi - Clotilde
- Claudio Cassinelli - Furio
- Rossano Jalenti
- Mimma Biscardi